# Saint-Nicolas-de-Redon
 Saint-Nicolas-de-Redon  es una población y comuna francesa, situada en la región de Países del Loira, departamento de Loira Atlántico, en el distrito de Châteaubriant y cantón de Saint-Nicolas-de-Redon.

## Demografía
| 2356 | 2568 | 2763 | 2951 | 2917 | 2800 |
| Para los censos de 1962 a 1999 la población legal corresponde a la población sin duplicidades (Fuente: INSEE [Consultar]) |      |      |      |      |      |